# Iglesia de Santa María de la Mesa (Utrera)
La iglesia de Santa María de la Mesa de Utrera (provincia de Sevilla, España), es parte de un templo medieval que se reformó en el año 1401 y luego también en el siglo XVI , perteneciendo a esta segunda fase la portada de los pies y el crucero. Se trata de un templo de grandes dimensiones construido en ladrillo, cantería y mampostería, con cinco naves, la central de mayor altura, con seis tramos y crucero. Es un Bien de Interés Cultural desde 1979.
Sus apoyos lo forman una serie de pilares rectangulares y ochavados sobre los que descansan los arcos apuntados que separan las naves, que se cubren con bóvedas de crucería sexpartitas. El crucero a su vez se cubre con una cúpula sobre pechinas, mientras que la capilla mayor y los brazos del crucero lo hacen con bóvedas de cañón.

## Exterior
A los pies de la iglesia se abre la monumental Puerta del Perdón, una torre-fachada levantada hacia el año 1550 y cuya autoría se atribuye a Martín de Gainza, artista de origen vizcaíno que en 1529 es nombrado aparejador en las obras de la Catedral de Sevilla, y que desde entonces y hasta su muerte en 1556 realiza distintos e interesantes trabajos en tierras del arzobispado sevillano, como ésta que nos ocupa.
La solución sin continuidad entre portada y campanario que caracteriza a las torres-fachadas era una fórmula que ya había sido empleada en algunos templos medievales. La aportación personal de Gaínza para estos elementos consiste en actualizarlas mediante un lenguaje nuevo renacentista, que en algunos casos como este, presenta resultados de gran espectacularidad.
La portada parte de un esquema compositivo de arco de triunfo de orden gigante, con dos grandes columnas abalaustradas sobre pedestales sobre las que asienta un entablamento de orden jónico con decoración de perlas, más un friso y una cornisa, todo ello rematado con un frontón recto decorado con candeleros.
Centrando la portada queda el arco central de medio punto con tondos con cabezas clásicas en las enjutas. En los laterales del arco y en su intradós, profundamente abocinado, se dispone una rica y ordenada decoración a base de cuadrícula de casetones con rosetones y cabezas de querubes. Y ya sobre el dintel de la entrada, y en el tímpano sobre la puerta de acceso, se presenta un relieve de la Asunción de la Virgen acompañado de inscripciones y emblemas concepcionistas. En su conjunto se configura como una monumental portada que se complementa con la clavería de la puerta y las bisagras, realizadas en bronce y de la misma cronología que el resto, y que constituye una de las más bellas y menos conocidas piezas de la arquitectura del quinientos en la Baja Andalucía.
Por encima de esta portada se sitúa la torre, formando un solo bloque y superponiendo sus cuatro cuerpos escalonados sobre la entrada. Los dos primeros fueron realizados por el célebre arquitecto cordobés Hernán Ruiz El Joven, en el tercer cuarto del mismo siglo XVI, muy sobrios, sólo horadados por dos óculos y rematado por pirámides de corte manierista, y otros que asemejan jarros de azucenas en piedra y forja inspirados en los de la Giralda de Sevilla, cuyo diseño es de este mismo autor.
Tras el terremoto de Lisboa (1755) la torre resulta gravemente dañada y se acomete en ella una reforma considerable a la vez que se le dota de mayor altura, construyéndose dos nuevos cuerpos de factura barroca y escalonados siguiendo el diseño del arquitecto local Miguel Ruiz, luego alterado durante su realización en un largo proceso constructivo que se prolonga hasta el año 1777.

## Decoración interior
En el interior destaca su Retablo Mayor, concertado en 1662 por Martín Moreno y terminado años más tarde por Francisco Ballesteros. Presenta relieves de la Virgen y del martirio de los santos locales, Esteban y Artemidoro, entre otros santos.
En un lateral se encuentra la figura orante de don Diego Ponce de León, fundador y patrono de una de las capillas, obra del siglo XVI.
El coro, situado a los pies de la nave central y con más de cincuenta asientos repartidos en dos alturas, es obra de Felipe del Castillo, de 1774, decorada con medallones de santos y articulada por estípites.
En los muros de las naves laterales se abren a finales del siglo XVIII o principios del XIX dos nuevas portadas de factura neoclásica, denominadas Puerta del Sol y Puerta de la Sombra respectivamente, obras del arquitecto José Echamorro. La correspondiente a la nave del evangelio, bien proporcionada y planteada en un cuerpo de altura más ático, presenta un hueco acabado en medio punto flanqueado por columnas pareadas de fuste liso. 